# Hasse Ekman
Hans Gösta "Hasse" Ekman, född 10 september 1915 i Oscars församling i Stockholm, död 15 februari 2004 i Marbella, Spanien, var en svensk regissör, manusförfattare, skådespelare, producent och sångtextförfattare. Han var son till Gösta Ekman den äldre och far till Gösta Ekman den yngre.

## Biografi

### Karriär
Hasse Ekman började tidigt inom den bransch som han genom sin far vuxit upp i — teatern och filmen. Han började redan under 1930-talet att arbeta inom teatern och gjorde även insatser på film. Bland annat spelade han mot sin far Gösta i Intermezzo 1936. 1940 debuterade han med sin första egna film Med dej i mina armar. Under 1940-talet gjorde han bland annat filmerna Kungliga patrasket, Fram för lilla Märta, Medan porten var stängd, Banketten och Flickan från tredje raden. 1950 tillkom Flicka och hyacinter, som allmänt anses vara hans mästerverk. Ekman gjorde en rad populära komedier med Sickan Carlsson under 1950-talet – däribland Sjunde himlen och Fröken Chic.
Ekman var även verksam vid teatern, som regissör till flera teaterkomedier, skrev tre egna pjäser och regisserade bland annat tre av Karl Gerhards revyer (1946, 1957 och 1959). Under 1960-talet kände sig Ekman inte hemma i det dåvarande filmklimatet i Sverige och valde att avsluta sin filmkarriär. Under 1960-, 70- och början av 80-talet sysslade han istället med teater- och revyuppsättningar i Stockholm, till exempel tillsammans med Kar de Mumma (1962, 1967, 1968, 1969, 1970, 1971, 1972 och 1973) och Povel Ramel (1958, 1966, 1968, 1972 och 1981). Han gjorde även en avstickare med Gösta Bernhard till Göteborg och Lisebergsteatern med komedin Oss kaniner emellan (1967).
Tre av Hasse Ekmans filmmanus filmatiserades också i Danmark: Lykken kommer (1942), Op med lille Martha (1946) och Mens porten var lukket (1948). Även en dansk version av Fröken Kyrkråtta, till vilken Ekman skrivit sångtexterna, spelades in: Frk. Kirkemus (1941).

### Privatliv
Ekman var son till Gösta Ekman den äldre och kostymtecknaren Greta Ekman, född Sundström, och far till Gösta Ekman den yngre, Krister Ekman, Mikael Ekman och Stefan Ekman (i första äktenskapet med Agneta Wrangel) samt Fam Ekman (i andra äktenskapet med Eva Henning).
Under åren hade Ekman byggt upp en stor konstsamling som han sålde när han tillsammans med tredje hustrun Tutta Rolf flyttade till den spanska solkusten 1964, där han levde fram till sin bortgång, 88 år gammal. Ekman är begravd på Norra begravningsplatsen i Stockholm. 
Ekman var även en hängiven AIK-supporter, vilket framkom i många av hans verk.

## Filmografi i urval

### Roller
- 1924 – Unge greven ta'r flickan och priset
- 1933 – En natt på Smygeholm
- 1933 – Hemslavinnor
- 1936 – Intermezzo
- 1937 – John Ericsson – segraren vid Hampton Roads
- 1938 – Blixt och dunder
- 1938 – Med folket för fosterlandet
- 1939 – Kadettkamrater
- 1940 – Juninatten
- 1941 – Livet går vidare
- 1941 – Första divisionen (film)
- 1942 – Lyckan kommer (endast röst)
- 1942 – Lågor i dunklet
- 1943 – Ombyte av tåg
- 1943 – På liv och död
- 1943 – Sjätte skottet
- 1944 – En dag skall gry
- 1944 – Jag är eld och luft
- 1944 – Stopp! Tänk på något annat
- 1945 – Skådetennis
- 1945 – Fram för lilla Märta
- 1945 – Kungliga patrasket
- 1945 – Vandring med månen
- 1946 – I dödens väntrum
- 1946 – Möte i natten
- 1946 – Medan porten var stängd
- 1947 – En fluga gör ingen sommar
- 1948 – Var sin väg
- 1948 – Lilla Märta kommer tillbaka
- 1949 – Fängelse
- 1949 – Flickan från tredje raden
- 1949 – Törst
- 1950 – Flicka och hyacinter
- 1950 – Hjärter Knekt
- 1951 – Dårskapens hus
- 1953 – Glasberget
- 1953 – Gycklarnas afton
- 1954 – Gula divisionen
- 1954 – Gabrielle
- 1954 – I rök och dans
- 1956 – Sjunde himlen
- 1956 – Egen ingång
- 1956 – Ratataa
- 1957 – Med glorian på sned
- 1958 – Jazzgossen
- 1958 – Den store amatören
- 1959 – Fröken Chic
- 1959 – Himmel och pannkaka
- 1960 – På en bänk i en park

### Manus
- 1938 – Blixt och dunder
- 1940 – Med dej i mina armar
- 1940 – Hjältar i gult och blått
- 1940 – Swing it, magistern!
- 1941 – Magistrarna på sommarlov
- 1941 – Första divisionen (film)
- 1942 – Lyckan kommer
- 1942 – Lågor i dunklet
- 1943 – Örlogsmän
- 1943 – Ombyte av tåg
- 1944 – En dag skall gry
- 1945 – Vandring med månen
- 1945 – Fram för lilla Märta
- 1945 – Kungliga patrasket
- 1946 – I dödens väntrum
- 1946 – Möte i natten
- 1946 – Medan porten var stängd
- 1946 – Kärlek och störtlopp
- 1947 – En fluga gör ingen sommar
- 1948 – Lilla Märta kommer tillbaka
- 1948 – Var sin väg
- 1949 – Flickan från tredje raden
- 1950 – Den vita katten
- 1950 – Kyssen på kryssen
- 1950 – Flicka och hyacinter
- 1951 – Dårskapens hus
- 1952 – Eldfågeln
- 1953 – Resan till dej
- 1954 – Gabrielle
- 1956 – Sjunde himlen
- 1956 – Egen ingång
- 1956 – Ratataa
- 1957 – Den store amatören
- 1957 – Med glorian på sned
- 1958 – Du är mitt äventyr
- 1958 – Jazzgossen
- 1959 – Fröken Chic
- 1959 – Det svänger på slottet
- 1960 – På en bänk i en park

### Regi
- 1940 – Med dej i mina armar
- 1941 – Första divisionen
- 1942 – Lågor i dunklet
- 1942 – Lyckan kommer
- 1943 – Ombyte av tåg
- 1943 – Sjätte skottet
- 1944 – En dag skall gry
- 1944 – Excellensen
- 1944 – Som folk är mest
- 1945 – Kungliga patrasket
- 1945 – Vandring med månen
- 1945 – Fram för lilla Märta
- 1946 – I dödens väntrum
- 1946 – Möte i natten
- 1946 – Medan porten var stängd
- 1947 – En fluga gör ingen sommar
- 1948 – Var sin väg
- 1948 – Lilla Märta kommer tillbaka
- 1948 – Banketten
- 1949 – Flickan från tredje raden
- 1950 – Flicka och hyacinter
- 1950 – Hjärter Knekt
- 1950 – Den vita katten
- 1951 – Dårskapens hus
- 1952 – Eldfågeln
- 1953 – Vi tre debutera
- 1954 – Gabrielle
- 1956 – Egen ingång
- 1956 – Sjunde himlen
- 1956 – Ratataa
- 1957 – Med glorian på sned
- 1957 – Sommarnöje sökes
- 1958 – Den store amatören
- 1958 – Jazzgossen
- 1959 – Fröken Chic
- 1959 – Himmel och pannkaka
- 1960 – Kärlekens decimaler
- 1960 – På en bänk i en park
- 1961 – Stöten
- 1963 – Min kära är en ros
- 1964 – Äktenskapsbrottaren

### Filmmusik och texter i urval
- 1940 – Med dej i mina armar
- 1940 – Swing it, magistern!
- 1945 – Fram för lilla Märta
- 1956 – Sjunde himlen
- 1960 – På en bänk i en park

## TV
- 1963 – Hatten eller Trollkarlens melodier (Revykavalkad) (regi)
- 1965 – Niklasons (TV-serie) (regi)
- 1969 – Cabaret Canalhumorn (TV-show) (regi)
- 1986 – Gösta Ekman - levande legend (dokumentär) (medverkan)
- 1993 – Möte med Hasse (medverkan)

## Teater

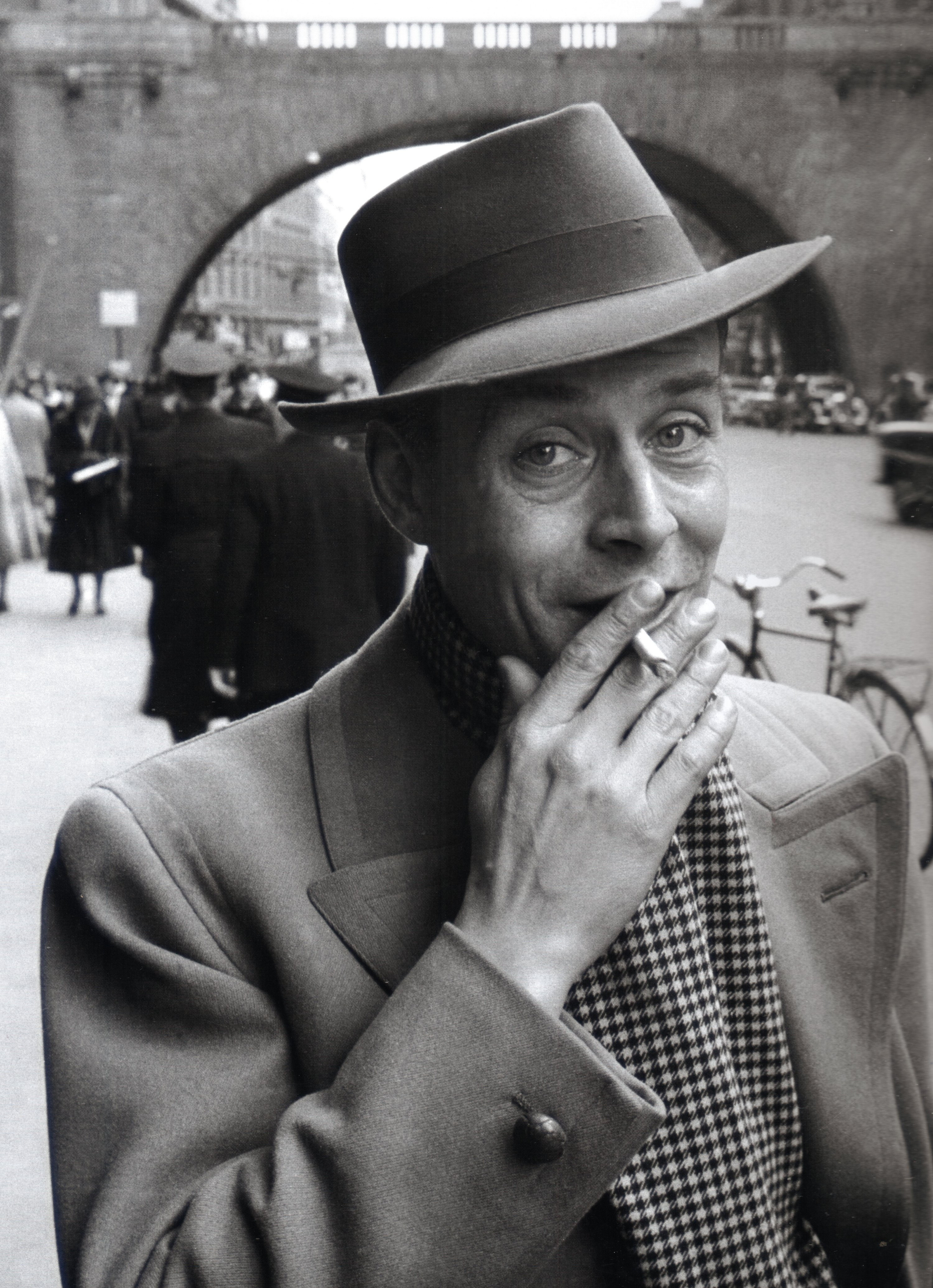
Hasse Ekman på Kungsgatan i Stockholm 1953.

### Roller
| År   | Roll               | Produktion                                          | Regi               | Teater                                  |
| ---- | ------------------ | --------------------------------------------------- | ------------------ | --------------------------------------- |
| 1932 | Dansherre          | Glada änkan Franz Lehár                             |                    | Lorensbergsteatern                      |
| 1932 | Dickie             | I de bästa familjer Anita Hart och Maurice Braddell | Gösta Ekman        | Gösta Ekmans Folkteater                 |
| 1933 | Hantlangaren       | Domaredansen Erik Lindorm                           | Per-Axel Branner   | Gösta Ekmans Folkteater                 |
| 1933 | Dickie             | I de bästa familjer Anita Hart och Maurice Braddell | Gösta Ekman        | Vasateatern                             |
| 1933 |                    | Kanske en revy Lili Ziedner                         | Lili Ziedner       | Vasateatern                             |
| 1934 | Mr. Birkinshaw     | London City John van Druten                         | Gunnar Olsson      | Vasateatern                             |
| 1934 | Doktor Otis        | Män i vitt Sidney Kingsley                          | Per Lindberg       | Vasateatern                             |
| 1936 | Eddie Rimplegar    | Bättre mans barn Gertrude Friedberg                 | Harry Roeck-Hansen | Blancheteatern flyttad till Vasateatern |
| 1937 | Sven               | Vår egen tid Leck Fischer                           | Martha Lundholm    | Vasateatern                             |
| 1937 | Freddie Star       | Mitt i stan, revy Kar de Mumma                      | Leif Amble-Naess   | Blancheteatern                          |
| 1939 | Douglas Hall       | Älskling, jag ger mig Mark Reed                     | Olof Molander      | Turné                                   |
| 1944 | Mortimer Brewster  | Arsenik och gamla spetsar Joseph Kesselring         | Hasse Ekman        | Oscarsteatern                           |
| 1945 | Samuel Hazen       | Det blåser en vind Lillian Hellman                  | Harry Roeck-Hansen | Blancheteatern                          |
| 1946 | Jörgen             | På tre man hand (Tre må man være) Jens Locher       | Bengt Ekerot       | Nya Teatern                             |
| 1949 | Claes Green        | De fem fåglarna Staffan Tjerneld                    | Björn Berglund     | Blancheteatern                          |
| 1951 | Clark Redfield     | Drömflickan Elmer Rice                              | Hasse Ekman        | Intiman                                 |
| 1952 | Sture Ancker       | Fullmåne Hasse Ekman                                | Hasse Ekman        | Intiman                                 |
| 1953 | Tony Wendice       | Slå nollan till polisen Frederick Knott             | Hasse Ekman        | Intiman                                 |
| 1953 | Squier             | Den förstenade skogen Robert E. Sherwood            | Hasse Ekman        | Intiman                                 |
| 1954 | Kapten Fisby       | Thehuset Augustimånen John Patrick                  | Stig Olin          | Intiman                                 |
| 1960 | Juryman            | 12 edsvurna män Reginald Rose                       | Hasse Ekman        | Intiman                                 |
| 1961 | Redaktör Hellqvist | Gungstolen Hasse Ekman                              | Hasse Ekman        | Intiman                                 |

### Regi
| År   | Produktion                                                           | Upphovsmän                                         | Teater                                      |
| ---- | -------------------------------------------------------------------- | -------------------------------------------------- | ------------------------------------------- |
| 1935 | Fedja                                                                | Lev Tolstoj                                        | Vasateatern Regiassistent till Per Lindberg |
| 1944 | Arsenik och gamla spetsar Arsenic and Old Lace                       | Joseph Kesselring Översättning Lars-Levi Læstadius | Oscarsteatern                               |
| 1946 | Ett lysande elände, revy                                             | Karl Gerhard                                       | Oscarsteatern                               |
| 1951 | Resande utan bagage Le Voyageur sans bagage                          | Jean Anouilh                                       | Intiman                                     |
| 1951 | Drömflickan Dream Girl                                               | Elmer Rice                                         | Intiman                                     |
| 1952 | Fullmåne                                                             | Hasse Ekman                                        | Intiman                                     |
| 1953 | Slå nollan till polisen Dial M For Murder                            | Frederick Knott                                    | Intiman                                     |
| 1953 | Den förstenade skogen The petrified forest                           | Robert E. Sherwood                                 | Intiman                                     |
| 1954 | Vår törstiga by The Chuckeyhead Story                                | Paul Vincent Carroll                               | Intiman                                     |
| 1957 | Kråkslottet, revy                                                    | Karl Gerhard                                       | Idéonteatern                                |
| 1958 | Funny Boy                                                            | Hasse Ekman och Povel Ramel                        | Idéonteatern                                |
| 1959 | Två träd, revy                                                       | Karl Gerhard                                       | Idéonteatern                                |
| 1960 | 12 edsvurna män Twelve Angry Men                                     | Reginald Rose                                      | Intiman                                     |
| 1961 | Gungstolen                                                           | Hasse Ekman                                        | Intiman                                     |
| 1962 | Fritid, jämlikhet och djävulskap, revy                               | Kar de Mumma                                       | Folkan                                      |
| 1963 | Gungstolen                                                           | Hasse Ekman                                        | Lisebergsteatern                            |
| 1963 | Se men inte höra The Private Ear/The Public Eye                      | Peter Shaffer                                      | Intiman                                     |
| 1964 | Harskramlan Rattle of a Simple Man                                   | Charles Dyer                                       | Lisebergsteatern                            |
| 1964 | Apoteket Sparven                                                     | Hasse Ekman                                        | Intiman                                     |
| 1966 | Heja Percy Rattle of a Simple Man                                    | Charles Dyer                                       | ABC-teatern                                 |
| 1966 | På avigan, revy                                                      | Povel Ramel                                        | Idéonteatern                                |
| 1967 | Oss kaniner emellan                                                  | Hasse Ekman                                        | Lisebergsteatern                            |
| 1967 | Kyss Karlsson, revy                                                  | Kar de Mumma                                       | Folkan                                      |
| 1968 | Kar de Mummas nyårsrevy                                              | Kar de Mumma                                       | Folkan                                      |
| 1968 | De sista entusiasterna, revy                                         | Povel Ramel och Beppe Wolgers                      | Idéonteatern/ Turné                         |
| 1968 | Black Comedy                                                         | Peter Shaffer Översättning Lennart Lagerwall       | Intiman                                     |
| 1969 | Nyårsrevy 1969, revy                                                 | Kar de Mumma                                       | Folkan                                      |
| 1970 | Inte nu, älskling! Not Now, Darling                                  | Ray Cooney och John Chapman                        | Intiman                                     |
| 1970 | Kar de Mummas revyhus, revy                                          | Kar de Mumma                                       | Folkan                                      |
| 1970 | Arsenik och gamla spetsar Arsenic and Old Lace                       | Joseph Kesselring                                  | Scalateatern                                |
| 1971 | Kar de Mummas nyårsrevy, revy                                        | Kar de Mumma                                       | Folkan                                      |
| 1971 | Får jag lov att presentera Oscar Wilde The Importance of Being Oscar | Micheál Mac Liammóir                               | Riksteatern                                 |
| 1971 | Mina favoriter, revy                                                 | Kar de Mumma                                       | Folkan                                      |
| 1972 | Karamellodier, revy                                                  | Povel Ramel                                        | Berns                                       |
| 1972 | Kar de Mummas glädjehus, revy                                        | Kar de Mumma                                       | Folkan                                      |
| 1973 | Bäst i stan, revy                                                    | Kar de Mumma                                       | Folkan                                      |
| 1981 | Minspiration, revy                                                   | Povel Ramel                                        | Berns                                       |

## Priser och utmärkelser
- 1987 — Purjolökspriset
- 1989 — Karl Gerhards Hederspris
- 1996 — Guldbaggen för kreativa insatser